# Polyommatus clara
Polyommatus clara är en fjärilsart som beskrevs av Tutt 1896. Polyommatus clara ingår i släktet Polyommatus och familjen juvelvingar. Inga underarter finns listade i Catalogue of Life.